# Tutowo (Kursk)
Tutowo (russisch Тутово) ist ein Dorf (derewnja) in der Oblast Kursk in Russland. Es gehört zum Rajon Kursk und zur Landgemeinde (selskoje posselenije) Poljanski selsowjet.

## Geographie
Der Ort liegt gut 15 km Luftlinie westlich des Oblastverwaltungszentrums Kursk im südwestlichen Teil der Mittelrussischen Platte, 3,5 km vom Sitz des Dorfsowjet – Poljanskoje, 79 km vor Grenze zwischen Russland und der Ukraine, westlich des Flusses Bolschaja Kuriza (rechter Nebenfluss des Seim).

### Klima
Das Klima im Ort ist wie im Rest des Rajons kalt und gemäßigt. Es gibt während des Jahres eine erhebliche Niederschlagsmenge. Dfb lautet die Klassifikation des Klimas nach Köppen und Geiger.

## Bevölkerungsentwicklung
| Jahr | Einwohner |
| ---- | --------- |
| 2002 | 64        |
| 2010 | 45        |

Anmerkung: Volkszählungsdaten

## Verkehr
Tutowo liegt 8,5 km vor Fernstraße föderaler Bedeutung M2 „Krim“ (ein Teil der Europastraße E105), 3 km vor Straße interkommunaler Bedeutung 38N-197 (M2 „Krim“ – Poljanskoje – Grenze des Rajon Prjamizyno), 1,5 km vor Straße 38N-199 (38N-197 – Pimenowo), an der Straße 38N-200 (38N-199 – Samorjadowo) und 9 km vom nächsten Bahnhof Djakonowo (Eisenbahnstrecke Lgow-Kijewskij – Kursk) entfernt.
Der Ort liegt 127 km vom internationalen Flughafen von Belgorod entfernt.